# 第10回参議院議員通常選挙
第10回参議院議員通常選挙（だい10かいさんぎいんぎいんつうじょうせんきょ）は、1974年（昭和49年）7月7日に日本で行われた国会（参議院）議員の選挙である。

## 概説
かねてから物価上昇や地価上昇が社会問題化し、田中内閣による経済失政への批判が強まる中、各社とも内閣支持率は20％を割る低水準となっていた。危機感を抱いた田中角栄は、党総裁として企業から集めた巨額の選挙資金を使い集票を図った。当時は、新幹線も高速道路網も発達しておらず、総理大臣が遊説に回るとしても1日1箇所の演説が限界であったところを、田中は大型ヘリコプターなどを投入して栃木県を除く46都道府県、147か所を回った。この際、ヘリコプターは2台用意されており、このうちの1台は選挙後に田中の金権選挙を批判したマスコミが利用することになった。
選挙は、投票率が史上最高の73％に高まり野党に票が流れた結果、自民党が目標とした参院過半数維持に必要な63議席に1つ及ばず敗北。田中が党内外から求心力を失うきっかけとなり、秋にかけて金権問題が問題視されるに至って退陣に追い込まれた。しかしながら、この選挙で見せた伝説的ともいえる田中の遊説の姿は、40年の年月を経た後に文藝春秋2014年8月号で特集されるほど、人々の記憶に残るものとなった。
その一方で、自民党内では徳島県選挙区の党公認を巡って三木武夫と田中の対立が表面化。改選数1に対して党執行部は新人の後藤田正晴を公認、公認を得られなかった三木派の現職・久次米健太郎は無所属で出馬。両陣営による激しい選挙戦は"三角代理戦争"と呼ばれ、双方の陣営に大きな禍根を残す事となった（結果は三木派の久次米が勝利）。この選挙がきっかけとなり徳島県内の自民党は三木派と反三木派(後藤田派)で分裂。その後の国政選挙や県内の首長選挙においても、両派は革新陣営をも巻き込み、後に"阿波戦争"と称されるようになった激しい選挙戦を展開。一連の対立は、三木と田中が政治的影響力を失う1980年代中盤まで続く事となった。
投票日、東海地方は七夕豪雨という水害に見舞われた。三重県伊勢市では市内1000戸以上が床上浸水、交通機関が停止する事態となり投票が延期された。
2025年に鳥取出身の石破首相の下で参院選が行われるまで、日本海側出身の首相の下で行われた唯一の参院選であった。

## 選挙データ

### 内閣
- 第2次田中内閣（第65代）

### 投票日
- 1974年（昭和49年）7月7日

### 改選数
- 130議席（うち4は補充のため、任期3年）
  - 地方区：76議席
  - 全国区：54議席（うち4は補充のため、任期3年）

### 選挙制度
- 地方区
  - 小選挙区制：改選数26議席
    - 2人区（改選1名、単記投票）：26選挙区

  - 中選挙区制：改選数50議席
    - 4人区（改選2名、単記投票）：15選挙区
    - 6人区（改選3名、単記投票）：4選挙区
    - 8人区（改選4名、単記投票）：2選挙区
- 全国区
  - 大選挙区制 ‐ 改選数54議席（うち4議席は補充のため、任期3年）
- 秘密投票
- 20歳以上の男女
- 有権者[5]：75,356,068人

男性：36,451,277人
女性：38,904,791人

### その他
- 立候補者[5]：349名

地方区：237名
全国区：112名

## 主な争点
- 金権選挙

## 選挙結果

### 投票率
- 地方区：73.20%（投票者数：55,163,900名）
- 全国区：73.20%（投票者数：55,157,535名）

### 議席数
|              | 地方区     | 地方区 | 地方区 | 全国区     | 全国区 | 全国区 | 議席 合計 |
| 得票         | 比率       | 議席   | 得票   | 比率       | 議席   |        | 議席 合計 |
| ------------ | ---------- | ------ | ------ | ---------- | ------ | ------ | --------- |
| 自由民主党   | 21,132,372 |        | 43     | 23,332,773 | 44.3%  | 19     | 62        |
| 日本社会党   | 13,907,865 |        | 18     | 7,990,457  |        | 10     | 28        |
| 公明党       | 6,732,937  |        | 5      | 6,360,419  |        | 9      | 14        |
| 日本共産党   | 6,428,919  |        | 5      | 4,931,650  |        | 8      | 13        |
| 民社党       | 2,353,397  |        | 1      | 3,114,895  |        | 4      | 5         |
| その他の党派 | 332,716    |        | 1      | 74,346     |        | 0      | 1         |
| 無所属       | 2,609,195  |        | 3      | 6,820,199  |        | 4      | 7         |
|              | 53,497,401 |        | 76     | 52,624,739 |        | 54     | 130       |

| 政党／無所属 | 改選 | 非改選 | 合計 |
| ------------ | ---- | ------ | ---- |
| 与党         | 62   | 64     | 126  |
| 自由民主党   | 62   | 64     | 126  |
| 野党他       | 68   | 58     | 126  |
| 日本社会党   | 28   | 34     | 62   |
| 公明党       | 14   | 10     | 24   |
| 日本共産党   | 13   | 7      | 20   |
| 民社党       | 5    | 5      | 10   |
| 無所属       | 8    | 2      | 10   |
| 合計         | 130  | 122    | 252  |

### 政党・政治団体
自由民主党
| 総裁     | 副総裁     | 幹事長       | 総務会長 | 政務調査会長 | 国会対策委員長 | 参議院議員会長 |
| -------- | ---------- | ------------ | -------- | ------------ | -------------- | -------------- |
| 田中角栄 | 椎名悦三郎 | 橋本登美三郎 | 鈴木善幸 | 水田三喜男   | 福田一         | 安井謙         |

日本社会党
| 中央執行委員長 | 中央執行副委員長                    | 書記長   | 政策審議会長 | 国会対策委員長 | 参議院議員会長 |
| -------------- | ----------------------------------- | -------- | ------------ | -------------- | -------------- |
| 成田知巳       | 赤松勇 飛鳥田一雄 江田三郎 安井吉典 | 石橋政嗣 | 堀昌雄       | 平林剛         | 小柳勇         |

公明党
| 中央執行委員長 | 中央執行副委員長           | 書記長   | 政策審議会長 | 国会対策委員長 | 参議院議員団長 |
| -------------- | -------------------------- | -------- | ------------ | -------------- | -------------- |
| 竹入義勝       | 浅井美幸 多田省吾 二宮文造 | 矢野絢也 | 正木良明     | 大久保直彦     | 二宮文造       |

民社党
| 中央執行委員長 | 中央執行副委員長 | 書記長   | 政策審議会長 | 国会対策委員長 | 参議院議員会長 | 常任顧問               |
| -------------- | ---------------- | -------- | ------------ | -------------- | -------------- | ---------------------- |
| 春日一幸       | 佐々木良作       | 塚本三郎 | 竹本孫一     | 玉置一徳       | 向井長年       | 片山哲 曾禰益 西尾末広 |

日本共産党
| 議長     | 幹部会委員長 | 幹部会副委員長                    | 書記局長 | 政策委員会責任者 | 国会対策委員長 | 参議院議員団長 |
| -------- | ------------ | --------------------------------- | -------- | ---------------- | -------------- | -------------- |
| 野坂参三 | 宮本顕治     | 市川正一 岡正芳 西沢富夫 袴田里見 | 不破哲三 | 上田耕一郎       | 松本善明       | 岩間正男       |

## 議員

### この選挙で選挙区当選
自民党   社会党   公明党   共産党   民社党   無所属 
| 北海道     | 北海道     | 北海道   | 北海道       | 青森県     | 岩手県     | 宮城県   | 秋田県   | 山形県     |          |
| 小笠原貞子 | 吉田忠三郎 | 対馬孝且 | 相沢武彦     | 山崎竜男   | 増田盛     | 遠藤要   | 山崎五郎 | 安孫子藤吉 |          |
| 福島県     | 福島県     | 茨城県   | 茨城県       | 栃木県     | 栃木県     | 群馬県   | 群馬県   | 埼玉県     | 埼玉県   |
| 野口忠夫   | 鈴木省吾   | 矢田部理 | 岩上妙子     | 大塚喬     | 大島友治   | 栗原俊夫 | 最上進   | 瀬谷英行   | 上原正吉 |
| 千葉県     | 千葉県     | 神奈川県 | 神奈川県     | 山梨県     | 東京都     | 東京都   | 東京都   | 東京都     |          |
| 赤桐操     | 高橋誉冨   | 竹田四郎 | 秦野章       | 中村太郎   | 安井謙     | 上田哲   | 阿部憲一 | 上田耕一郎 |          |
| 新潟県     | 新潟県     | 富山県   | 石川県       | 福井県     | 長野県     | 長野県   | 岐阜県   | 静岡県     | 静岡県   |
| 亘四郎     | 志苫裕     | 吉田実   | 安田隆明     | 熊谷太三郎 | 小山一平   | 夏目忠雄 | 藤井丙午 | 戸塚進也   | 青木薪次 |
| 愛知県     | 愛知県     | 愛知県   | 三重県       | 滋賀県     | 京都府     | 京都府   | 大阪府   | 大阪府     | 大阪府   |
| 藤川一秋   | 三治重信   | 森下昭司 | 斎藤十朗     | 望月邦夫   | 林田悠紀夫 | 河田賢治 | 中山太郎 | 白木義一郎 | 橋本敦   |
| 兵庫県     | 兵庫県     | 兵庫県   | 奈良県       | 和歌山県   | 鳥取県     | 島根県   | 岡山県   | 岡山県     |          |
| 中西一郎   | 矢原秀男   | 安武洋子 | 新谷寅三郎   | 前田佳都男 | 石破二朗   | 亀井久興 | 加藤武徳 | 寺田熊雄   |          |
| 広島県     | 広島県     | 山口県   | 徳島県       | 香川県     | 愛媛県     | 高知県   | 福岡県   | 福岡県     | 福岡県   |
| 永野厳雄   | 浜本万三   | 二木謙吾 | 久次米健太郎 | 平井卓志   | 青井政美   | 塩見俊二 | 小柳勇   | 有田一寿   | 桑名義治 |
| 佐賀県     | 長崎県     | 熊本県   | 熊本県       | 大分県     | 宮崎県     | 鹿児島県 | 鹿児島県 | 沖縄県     |          |
| 福岡日出麿 | 初村滝一郎 | 高田浩運 | 園田清充     | 岩男頴一   | 上条勝久   | 井上吉夫 | 久保亘   | 喜屋武眞榮 |          |

### この選挙で全国区当選
自民党   社会党   公明党   共産党   民社党   無所属 
| 1位-10位  | 宮田輝   | 市川房枝 | 青島幸男   | 鳩山威一郎 | 山東昭子 | 斎藤栄三郎 | 丸茂重貞 | 小林国司           | 目黒今朝次郎 | 田淵哲也 |
| 11位-20位 | 三木忠雄 | 秦豊     | 糸山英太郎 | 鈴木一弘   | 峯山昭範 | 片山甚市   | 佐藤信二 | 和田静夫           | 二宮文造     | 内田善利 |
| 21位-30位 | 山中郁子 | 案納勝   | 岡田広     | 江藤智     | 迫水久常 | 阿具根登   | 藤原房雄 | 太田淳夫           | 長田裕二     | 松本英一 |
| 31位-40位 | 坂野重信 | 野田哲   | 向井長年   | 大谷藤之助 | 内藤功   | 福間知之   | 源田実   | 立木洋             | 塩出啓典     | 柄谷道一 |
| 41位-50位 | 粕谷照美 | 安永英雄 | 上林繁次郎 | 神谷信之助 | 和田春生 | 山口淑子   | 神田博   | コロムビア・トップ | 渡辺武       | 小巻敏雄 |

以下は補欠当選（任期3年）- 第9回で選出された野上元、伊部真、柴田利右エ門、水口宏三の欠員による。
| 51位-54位 | 森下泰 | 岩間正男 | 上田稔 | 近藤忠孝 |

### 補欠当選
- 秋田選挙区 山崎五郎（1976.4.6死去）→佐々木満（1976.5.23補欠当選）
- 大分選挙区 岩男頴一（1976.8.9死去）→後藤正夫（1976.9.26補欠当選）
- 新潟選挙区 亘四郎（1977.4.2死去）→長谷川信（1977.5.22補欠当選）
- 熊本選挙区 高田浩運（1977.7.17死去）→田代由紀男（1977.9.4補欠当選）
- 茨城選挙区 岩上妙子（辞職）→岩上二郎（1978.2.5補欠当選）
- 和歌山選挙区 前田佳都男（1978.1.4死去）→前田勲男（1978.2.19補欠当選）
- 京都選挙区 林田悠紀夫（京都府知事選立候補による退職）→上田稔（1978.4.23補欠当選）

### この選挙で初当選
計71名
- 衆議院議員経験者には「※」の表示。
- 現役議員には「○」の表示。

自由民主党
32名
- 青井政美
- 安孫子藤吉
- 有田一寿
- 石破二朗
- 糸山英太郎

- 井上吉夫
- 岩男頴一
- 遠藤要
- 岡田広
- 上條勝久

- 亀井久興
- 神田博※
- 斎藤栄三郎
- 坂野重信
- 佐藤信二

- 山東昭子○
- 高橋誉富
- 戸塚進也
- 永野厳雄
- 中村太郎

- 夏目忠雄
- 秦野章
- 鳩山威一郎
- 福岡日出麿
- 藤川一秋

- 宮田輝
- 最上進
- 望月邦夫
- 山口淑子
- 吉田実※

- 亘四郎※
- 森下泰（任期3年）

日本社会党
19名
- 青木薪次
- 赤桐操
- 案納勝
- 大塚喬
- 粕谷照美

- 片山甚市
- 久保亘
- 栗原俊夫※
- 小山一平
- 志苫裕

- 対馬孝且
- 寺田熊雄
- 野口忠夫※
- 野田哲
- 秦豊

- 浜本万三
- 目黒今朝次郎
- 森下昭司
- 矢田部理

公明党
4名
- 相沢武彦※
- 太田淳夫
- 桑名義治※
- 矢原秀男

日本共産党
9名
- 上田耕一郎
- 神谷信之助
- 小巻敏雄
- 立木洋
- 内藤功

- 橋本敦
- 安武洋子
- 山中郁子
- 近藤忠孝（任期3年）

民社党
3名
- 柄谷道一
- 三治重信
- 和田春生※

茨城県興農政治連盟
1名
- 岩上妙子

無所属
3名
- 大島友治
- コロムビア・トップ
- 福間知之

### この選挙で返り咲き
計3名
自由民主党
2名
- 加藤武徳
- 藤井丙午

無所属
1名
- 市川房枝

### この選挙で引退・不出馬
計42名
自由民主党
25名
- 植竹春彦
- 大竹平八郎
- 川上為治
- 木島義夫
- 古池信三

- 小枝一雄
- 後藤義隆
- 小山邦太郎
- 今東光
- 佐藤一郎

- 重宗雄三
- 柴田栄
- 白井勇
- 杉原荒太
- 高橋文五郎

- 田口長治郎
- 田中茂穂
- 長屋茂
- 平島敏夫
- 星野重次

- 堀本宜実
- 森八三一
- 山本利寿
- 米田正文
- 若林正武

日本社会党
12名
- 足鹿覚
- 占部秀男
- 大矢正
- 小林武
- 成瀬幡治

- 西村関一
- 林虎雄
- 藤原道子
- 松本賢一
- 森元治郎

- 矢山有作
- 横川正市

公明党
2名
- 浅井亨
- 沢田実

民社党
3名
- 高山恒雄
- 松下正寿
- 村尾重雄

### この選挙で落選
計24名
自由民主党
17名
- 鬼丸勝之
- 亀井善彰
- 河口陽一
- 郡祐一
- 斎藤寿夫

- 佐田一郎
- 大松博文
- 玉置猛夫
- 塚田十一郎
- 中津井真

- 永野鎮雄
- 西田信一
- 長谷川仁
- 松平勇雄
- 矢野登

- 山下春江
- 渡辺一太郎

日本社会党
4名
- 加藤シヅエ
- 杉原一雄
- 鈴木強
- 田中一

公明党
1名
- 渋谷邦彦

民社党
1名
- 萩原幽香子

無所属
1名
- 横山ノック

## 選挙後
与党・自由民主党は苦戦し、公認のみでは非改選を含め126人となり、半数ちょうどながら過半数を失った（追加公認で過半数を維持）。苦戦の原因は、複数区・全国区での不振であった。しかし、1人区では追加公認1人を含め、25勝1敗と絶対的な強さを見せ、2人区以上と好対照の結果となった。
特に北海道選挙区（定数4）では公認候補2名を擁立したものの、これとは別に自民党の政策集団であった青嵐会が「青嵐会公認候補」と称して高橋辰夫を擁立。自民党の公認候補は高橋にかなりの票を喰われ、共倒れした（高橋も落選）。
野党は、日本社会党は1人区で自民党に歯が立たず、前回より議席を減らした。代わって議席を伸ばしたのが公明党、日本共産党で、公明党は北海道選挙区と福岡県選挙区、共産党は北海道選挙区と大阪府選挙区で初めて議席を獲得した。
全国区では自民党公認でトップ当選した宮田輝をはじめ、2位と3位に市川房枝、青島幸男が入り、タレント候補の強さを見せた。公明、共産、タレント候補の躍進は、野党の多党化が一層進んだことを示した。
結果として、与党128、野党124という僅差となり、伯仲国会が生まれた。国民的人気を売りにしていた田中にとって、予想外に振るわなかった前回衆院選に続いての苦戦は大きな痛手で、党内外での求心力を失っていった。そして立花隆らによる田中金脈問題の追及を受け、12月9日に内閣総辞職に追い込まれることになる。後任には、椎名裁定により三木武夫が選出された。